# سیارک ۵۹۳۶
سیارک ۵۹۳۶ (به انگلیسی: 5936 Khadzhinov، نامگذاری:1979FQ2) پنج هزار و نهصد و سی و ششمین سیارک کشف شده‌است که در ۲۹ مارس ۱۹۷۹ کشف شد.
قدر مطلق سیارک برابر ۱۱٫۹۰ است.